# Константин Анђел Дука
Константин Анђел Дука, био је узурпатор који је покушао да свргне свог рођака, византијског цара Исака II Анђела, 1192/93.

## Каријера
Рођен 1170, Константин Анђел Дука је био син Исака Анђела Дуке, а тиме и унук Константина Анђела и близак рођак византијског цара Исака II Анђела (1185–1195, 1203–1204). Име и порекло његове мајке је непознато.
Године 1192/93, цар Исак II га је именовао за команданта флоте (дукs тоу столоу) и гувернера Филипопоља, области која је тада патила од текуће влашко-бугарске побуне. Савремени историчар Никита Хонијат пише благонаклоно о Константину, напомињући да је он умео да добро обучи своје трупе и да им заповеда лојалност, и да је, иако природно нагао „на начин младунаца“, такође био спреман да слуша и да буде уздржан. по савету искуснијих професионалаца стављених под његову команду. Константин је успео да спречи нападе побуњеника на област Филипопоља и Бероа, тако да су се побуњеници „дрхтали у страху од њега и били су више у паници угледавши њега него цара“.
Његов успех на бојном пољу је, међутим, охрабрио Константина, и он је почео да тежи ка узурпацији престола. Почео је да позива своје потчињене команданте и друге угледне људе из ширег региона, а себе је прогласио за цара. Одмах је са својим присталицама кренуо у Адријанопољ, седиште свог зета, великог доместика Запада, Василија Ватаца. Очигледно верујући да ће му се Ватац придружити, Константин је унапред послао писма обавештавајући свог зета о својим поступцима. Ватац је, међутим, одбацио Константинове поступке као лудост и одбио да му се придружи. Узурпатор је стигао до Неукицона, на граници између провинција Филипопољ и Адријанопољ, али су га тамо његове присталице ухватиле и заробиле. Његови следбеници су га предали цару, тврдећи да су били под притиском да подрже његову узурпацију против своје воље. Цар Исак II је гајио сумње у њихову искреност, али је одлучио да превиди њихову улогу у неуспелом устанку. На крају је само Константин био кажњен, ослепљењем. Према Хонијату, ово дело је веома охрабрило бугарске побуњенике, који су се плашили Константинове способности и много више желели да неефикасни цар Исак II остане на престолу, ако је могуће, заувек. Даља Константинова судбина није позната, не зна се ни да ли је био ожењен и да ли је имао потомство.